# Aleksandre Kalandadze
Aleksandre Kalandadze (Tiflis, 9 de mayo de 2001) es un futbolista georgiano que juega en la demarcación de defensa para el MOL Fehérvár F. C. de la Nemzeti Bajnokság I.

## Selección nacional
Hizo su debut con la selección de fútbol de Georgia el 12 de septiembre de 2023 en un partido de clasificación para la Eurocopa 2024 contra Noruega que finalizó con un resultado de 2-1 a favor del combinado noruego tras los goles de Erling Braut Haaland y Martin Ødegaard para Noruega, y de Budu Zivzivadze para Georgia.

## Clubes
| Club                        | País    | Año       | Partidos | Goles |
| --------------------------- | ------- | --------- | -------- | ----- |
| SK Dinamo Tiflis            | Georgia | 2020      | 0        | 0     |
| Diósgyőri VTK (cedido)      | Hungría | 2020      | 1        | 0     |
| SK Dinamo Tiflis            | Georgia | 2021-2025 | 104      | 4     |
| SK Dinamo Tiflis II         | Georgia | 2023      | 3        | 0     |
| MOL Fehérvár F. C. (cedido) | Hungría | 2025-     | 11       | 0     |

## Palmarés

### Títulos nacionales
| Título               | Club             | País    | Año  |
| -------------------- | ---------------- | ------- | ---- |
| Erovnuli Liga        | SK Dinamo Tiflis | Georgia | 2022 |
| Supercopa de Georgia | SK Dinamo Tiflis | Georgia | 2023 |